# Kreis Giornico
Der Kreis Giornico bildet zusammen mit den Kreisen Airolo, Faido und Quinto den Bezirk Leventina des Kantons Tessin in der Schweiz. Der Sitz des Kreisamtes ist in Giornico.

## Geografie
Der Kreis Giornico liegt in der unteren Leventina zwischen den Kreisen Riviera im Süden und Faido im Norden.

## Gemeinden
Nach der Fusion der Gemeinden Anzonico, Cavagnago und Sobrio mit der Gemeinde Faido (die damit alle in den Kreis Faido übertraten) setzt sich der Kreis nur noch aus folgenden Gemeinden zusammen:
| Wappen    | Name der Gemeinde | Einwohner (31. Dez. 2023) | Fläche in km² | BFS-Nr |
| --------- | ----------------- | ------------------------- | ------------- | ------ |
| Giornico  | Giornico          | 795                       | 19,52         | 5073   |
| Personico | Personico         | 309                       | 38,87         | 5076   |
| Pollegio  | Pollegio          | 854                       | 5,96          | 5077   |